# Euxoa aberrans
Euxoa aberrans är en fjärilsart som beskrevs av Mcdunnough 1932. Euxoa aberrans ingår i släktet Euxoa och familjen nattflyn. Inga underarter finns listade i Catalogue of Life.